# Katoliccy Lechici
Katoliccy Lechici (Katollech, Tajna Rewolucyjna Organizacja Polska) – polska młodzieżowa organizacja konspiracyjna o charakterze katolickim, działająca w latach 1941–1942 na obszarze powiatów bydgoskiego i świeckiego.
Organizacja została utworzona na początku 1941 r. w Bydgoszczy przez Henryka Gmysa ps. „Złoty Lew”. Pierwotnie miała ona być podzielona na dwa piony o nazwach: „Katolicka Młodzież Męska” i „Katolicka Młodzież Żeńska”. W skład pionu męskiego miały wchodzić: oddział męski, oddział szturmowy, grupa ochronna (samoobrony) i komórka pod nazwą „Nieustraszony Katollech” (prawdopodobnie przeznaczona do zadań specjalnych), natomiast w skład pionu żeńskiego: oddział kobiecy, sztafeta kobieca, „Dziewczęta Katollechu” (grupujące najmłodsze członkinie organizacji). Nie udało się całkowicie rozwinąć tej struktury. Na jej czele stał H. Gmys, zwany wodzem lub dyktatorem. Jego zastępcą był brat Albin Gmys, a kasjerem Benedykt Stupaj ps. „Nosorożec”. Istniały: grupa ochronna (samoobrony) na czele ze Stanisławem Kazimierczakiem (Kaźmierczakiem) ps. „Gospodarz”, dwie grupy chłopięce dowodzone przez Zdzisława Graja i Zygfryda Wilczewskiego, grupa terenowa Tadeusza Taczanowskiego ps. „Szybki Biegacz” działająca w miejscowości Wtelno i improwizowany oddział szturmowy. Nie wiadomo natomiast, czy funkcjonowała grupa żeńska.
W okresie działalności Katollechu zwerbowano do niego od ok. 40 (według danych Gestapo) do ponad 100 osób (zgodnie z powojennymi wspomnieniami) w większości młodych, przedwojennych uczniów szkół powszechnych i średnich. Pochodziły one z Bydgoszczy, powiatów bydgoskiego i świeckiego. Nowo przyjmowani kandydaci musieli przejść wstępny egzamin. Dalej następowała uroczysta przysięga i ślubowanie walki o wolność Polski. Po uzyskaniu statusu oficjalnego członka organizacji, którzy byli nazywani „orlimi lwami”, trzeba było przyjąć pseudonim i zobowiązać się do przestrzegania zasad konspiracji, wierności sztandarowi biało-czerwono-zielonemu i nauczyć się marsza bojowego. 13-punktowy program Katollechu został wydany 1 września 1941 r. w formie specjalnej odezwy. Brak było w nim odniesień politycznych, a jedynie stwierdzenie woli walki o niepodległość i wskrzeszenie wielkiej Polski Lechickiej, nazwanej „Pollechią”. Katollech prowadził głównie działalność patriotyczno-oświatową w formie akcji ulotkowych i plakatowych w rejonie kościołów i ulic o dużym natężeniu ruchu, redagowania materiałów z nazwiskami zamordowanych Polaków oraz prób przeciwstawiania się germanizacji. Podjęto także drobne próby sabotażu w budownictwie wojskowym.
Organizacja została rozbita przez Niemców pod koniec maja 1942 r. Aresztowano wówczas H. Gmysa wskutek donosu informatora, w którego mieszkaniu znaleziono różne dowody pozwalające wpaść na trop innych członków. Ostatecznie Gestapo ujęło większość członków Katollechu. Przywódcy zostali zgilotynowani 11 lutego 1943 r. w Poznaniu, a pozostali trafili do więzień i obozów pracy.